# Parque nacional Goobang
El Parque Nacional Goobang  es un parque nacional en Nueva Gales del Sur (Australia), ubicado a 296 km al noroeste de Sídney, dentro de la biorregión provisional Laderas del Suroeste.
El parque protege una gran variedad de comunidades de plantas y animales de la zona centro oeste de Nueva Gales del Sur. Igualmente protege áreas de importancia por su paisajismo y sus características naturales y culturales.
Los visitantes pueden realizar visitas, acampar y realizar diversas actividades en el parque. Se permiten paseos a caballo con permiso previo. Las vías del parque pueden ser utilizadas por vehículos de ciudad, aunque pueden encontrarse en malas condiciones después de las lluvias. Se recomienda acercarse a echar un vistazo desde Caloma Trig.